# In Your Honor
In Your Honor é o quinto álbum de estúdio da banda americana Foo Fighters, lançado em 14 de junho de 2005.
O álbum é composto por dois discos, um do hard rock tradicional da banda, e outro de música acústica, cada um com dez músicas.
O álbum figurou entre os 50 mais vendidos do mundo em 2005, ficando na 23ª posição, de acordo com um relatório da Pro-Música Brasil, chamada na época de Associação Brasileira dos Produtores de Discos.

## Produção
Depois de terminar a turnê de One by One, Dave Grohl ficou incerto do que fazer a seguir, decidindo que um disco feito às pressas não seria bom o suficiente. Pensando em uma possível trilha sonora, começou a escrever canções acústicas, chegando a músicas suficientes para um álbum inteiro. Não querendo um disco solo, Grohl trouxe as composições para o Foo Fighters, e descartando a hipótese de um álbum acústico por considerar que "precisava do rock pesado em algum lugar da minha vida", decidiu por um álbum duplo mostrando os dois estilos.
Grohl trouxe de volta o produtor de One by One, Nick Raskulinecz, e para as gravações comprou um armazém em Northridge, no Vale de São Fernando, para transformá-lo em um estúdio próprio, Studio 606 West - em contraste ao original na casa de Grohl na Virgínia. As gravações ocorreram de Janeiro a Março de 2005, com apenas duas semanas sendo gastas no disco acústico. Quarenta faixas foram gravadas - quinze acústicas - e metade acabou na versão final do disco.

## Faixas
Todas as faixas por Dave Grohl, Taylor Hawkins, Nate Mendel e Chris Shiflett, exceto onde indicado.

### Disco um (Rock)
1. "In Your Honor" – 3:50
2. "No Way Back" – 3:17
3. "Best of You" – 4:16
4. "DOA" – 4:12
5. "Hell" – 1:57
6. "The Last Song" – 3:19
7. "Free Me" – 4:39
8. "Resolve" – 4:49
9. "The Deepest Blues Are Black" – 3:58
10. "End Over End" – 5:56

iTunes/Vinil/Faixa bônus Reino Unido
11. "The Sign" - 4:01

### Disco dois (Acústico)
1. "Still" – 5:15
2. "What If I Do?" – 5:02
3. "Miracle" – 3:29
4. "Another Round" – 4:25
5. "Friend of a Friend" (Dave Grohl) – 3:13
6. "Over and Out" – 5:16
7. "On the Mend" – 4:31
8. "Virginia Moon" – 3:49
9. "Cold Day in the Sun" (Taylor Hawkins) – 3:20
10. "Razor" (Dave Grohl) – 4:53

## Lados-B
1. "Spill" - 3:30
2. "FFL (Fat Fucking Lie)" - 2:29
3. "Kiss the Bottle" - 4:04
4. "I'm in Love with a German Film Star" - 4:20
5. "I Feel Free" - 2:56
6. "Skin and Bones" - 3:36
7. "Born in the Bayou" - 3:20
8. "World" (demo) - 5:40
9. "DOA" (demo) - 4:11
10. "Best of You" (ao vivo) 4:41

## Tabelas e certificações
| Críticas profissionais | Críticas profissionais |
| Pontuações agregadas   | Pontuações agregadas   |
| Fonte                  | Avaliação              |
| ---------------------- | ---------------------- |
| Metacritic             | (70/100)               |
| Avaliações da crítica  |                        |
| Fonte                  | Avaliação              |
| Allmusic               | [ 10 ]                 |
| Entertainment Weekly   | A/B+                   |
| The Guardian           | [ 12 ]                 |
| Los Angeles Times      | [ 13 ]                 |
| NME                    | (7/10)                 |
| Pitchfork Media        | (6.8/10)               |
| Rolling Stone          | [ 16 ]                 |
| Spin                   | B+                     |
| USA Today              | [ 18 ]                 |

### Tabelas musicais
| Paradas (2005)                 | Melhor posição |
| ------------------------------ | -------------- |
| Alemanha (Offizielle Top 100)  | 4              |
| Austrália (ARIA Charts)        | 1              |
| Áustria (Ö3 Austria Top 40)    | 5              |
| Bélgica (Ultratop 50 Flandres) | 3              |
| Bélgica (Ultratop 40 Valônia)  | 21             |
| Canadá (Canadian Albums Chart) | 3              |
| Dinamarca (Hitlisten)          | 5              |
| Espanha (PROMUSICAE)           | 31             |
| Estados Unidos (Billboard 200) | 2              |
| Finlândia (IFPI)               | 1              |
| França (SNEP)                  | 21             |
| Holanda (Mega Charts)          | 9              |
| Irlanda (IRMA)                 | 2              |
| Itália (FIMI)                  | 20             |
| Japão (Oricon)                 | 11             |
| Noruega (VG-lista)             | 2              |
| Nova Zelândia (RMNZ)           | 1              |
| Portugal (AFP)                 | 20             |
| Reino Unido (UK Albums Chart)  | 2              |
| Suécia (Sverigetopplistan)     | 1              |
| Suíça (Schweizer Hitparade)    | 7              |

### Certificações
| País                       | Certificação | Vendas     |
| -------------------------- | ------------ | ---------- |
| Austrália (ARIA)           | 3× Platina   | 210.000+   |
| Áustria (IFPI)             | Ouro         | 15.000+    |
| Brasil (Pro-Música Brasil) | Ouro         | 40.000+    |
| Canadá (Music Canada)      | 3× Platina   | 300.000+   |
| Estados Unidos (RIAA)      | Platina      | 1.000.000+ |
| Irlanda (IRMA)             | 2× Platina   | 30.000+    |
| Japão (RIAJ)               | Ouro         | 100.000+   |
| Noruega (IFPI)             | Ouro         | 20.000+    |
| Nova Zelândia (RMNZ)       | 4× Platina   | 60.000+    |
| Reino Unido (BPI)          | 2× Platina   | 600.000+   |
| Suécia (GLF)               | Ouro         | 10.000+    |